# Volker Marek
Volker Marek est un comédien allemand né à Bonn le 20 mai 1944  vivant en France. Il est également traducteur.
Volker Marek a joué dans de nombreux téléfilms, films et courts-métrages depuis 1986.

## Filmographie
- 1992 : Les Cœurs brûlés de Jean Sagols (épisodes 7 et 8)
- 1992 : Mademoiselle Fifi ou Histoire de rire, téléfilm de Claude Santelli : un sous-officier
- 2002 : La Vie promise d'Olivier Dahan